# يوني هيرنانديز
يوني هيرنانديز (بالإسبانية: Yonny Hernández)‏ مواليد 25 يوليو 1988 في ميديلين، هو متسابق دراجات نارية كولومبي. نافس في بطولة العالم للموتو جي بي.

## روابط خارجية
- يوني هيرنانديز على موقع MotoGP.com (الإنجليزية)
- يوني هيرنانديز على موقع WorldSBK.com (الإنجليزية)
- يوني هيرنانديز على موقع AS.com (الإسبانية)